# Уверский, Николай Иванович
Николай Иванович Уверский (10 февраля 1844 — 5 августа 1882, Санкт-Петербург) — русский военный врач, доктор медицины (1872), писатель

В 1867 году окончил Санкт-Петербургскую императорскую медико-хирургическую академию. В 1872 году получил научную степень доктора медицины.
С 1877 года — врач при Санкт-Петербургском Андреевском училище.
Принимал участие в Русско-турецкой войне (1877—1878 годов).
Проводил специальные медицинские исследовательские работы.
Похоронен на Новодевичьем кладбище г. Санкт-Петербурга.